# Água Limpa
Água Limpa é um município brasileiro do interior do estado de Goiás, Região Centro-Oeste do país. Sua população, segundo o estimativas do Instituto Brasileiro de Geografia e Estatística (IBGE) era de 1 850 habitantes em 2019.